# William Clark (upptäcktsresande)
William Clark, född 1 augusti 1770 i Caroline County, Virginia, död 1 september 1838 i Saint Louis, Missouri, var en amerikansk godsägare, militär och upptäcktsresande. Han är mest känd som andre befälhavare för Lewis och Clarks expedition.

## Tidiga år
Clarks familj flyttade till Louisville i Kentucky 1785 och från 1789 efter deltog han som frivillig milisman i de strider mot shawneeindianer som då pågick i Kentucky, vilket blev hans första direkta kontakt med Nordamerikas urbefolkningar. Han var under en tid konstituerad kapten och var sedan fänrik och konstituerad löjtnant i milisen. Han blev utnämnd till löjtnant i den federala armén 1792 och kvarstod i dess tjänst till 1796.

## Lewis och Clarks expedition
När Meriwether Lewis, under vars befäl Clark tjänstgjort en kort tid, hörde av sig 1803 och erbjöd Clark delat ledarskap för en expedition till Louisianaterritoriet accepterade Clark utan att tveka. Han återanställdes i armén, som underlöjtnant i artilleriet 1804 och befordrades till löjtnant 1806. Efter expeditionens slut tog han avsked 1807. På grund av Meriwether Lewis tidiga död föll det på Clarks lott att ensam publicera de vetenskapliga resultaten och resedagböckerna från den stora expeditionen. Den första utgåvan trycktes 1814.

## Guvernör
Efter den relativt framgångsrika expeditionen utnämndes Clark 1807 till överintendent för den myndighet som skötte "Indian affairs" och blev samtidigt brigadgeneral i Louisianaterritoriets milis. När Missouriterritoriet bildades utsågs Clark 1813 till dess förste guvernör. Som brigadgeneral deltog han i 1812 års krig. När Missouri 1821 blev delstat, avgick Clark både som guvernör och överintendent.

## Familjeliv
William Clark gifte sig två gånger, först 1808 med Julia Hancock (†1820) och därefter med hennes kusin Harriet Kennerly Radford (†1831). I sitt första äktenskap fick Clark fem barn och i det andra tre. Dessutom tog han på sig förmyndarskapet för sin och Lewis tolk Sacajaweas barn, när hon dog 1812.